# (15160) Wygoda
(15160) Wygoda (2000 FK44) – planetoida z grupy pasa głównego asteroid okrążająca Słońce w ciągu 4,23 lat w średniej odległości 2,61 j.a. Odkryta 29 marca 2000 roku.